# Індурка
Індурка — річка у Гродненському районі, Гродненської області, Білорусь, лівий приток Свіслочі, що у свою чергу є притоком Німану. Довжина річки становить 20 км, площа водозбору — 85 км², середній нахил водної поверхні — 3,4%.
Річка починається у селі Стародубово на схилах Гродненської височини та впадає у Свіслоч на сході від села Бобровники. Протягом 3,8 км має каналізоване русло (від села Луцкавляни до села Рогачі). Біля Луцкавлян утворився ставок, площею 0,34 км ².

## Літаратура
- Блакітная кніга Беларусі: энцыкл / Рэдкал.: Н. А. Дзісько, М. М. Курловіч, Я. В. Малашэвіч і інш.; Маст. В. Г. Загародні. — Мінск : БелЭн, 1994. — 415 с. — ISBN 5-85700-133-1.